# Косино (Москва)
Косино́ — бывшее село в Московской области на восточной окраине Москвы, затем посёлок городского типа в Люберецком районе Московской области. С 1985 года — микрорайон в составе Москвы, на сегодняшний день входит в состав московского района Косино-Ухтомский.

## Название
Чтобы отличить Косино от нового района Москвы Новокосино, построенного в конце 1980-х годов на месте дачного посёлка Новое Косино и полей совхоза имени Моссовета, иногда используется название «Старое Косино». Название «Старое Косино» появилось лишь после постройки Новокосина.
Термин «Старое Косино» с начала XXI века начал употребляться в официальных публикациях правительства Москвы.
Подобно другим названиям, оканчивающимся на «-ино», название Косино, употребляемое без «родового» слова (то есть, без слов «деревня», «район»), согласно современным правилам русского языка при склонении может как изменяться («в Косине»), так и не изменяться («в Косино»). До конца XX века единственно правильным считался изменяемый вариант. В 2004 году словарь Л. К. Граудиной, В. А. Ицковича, Л. П. Катлинской «Грамматическая правильность русской речи» сообщает, что «в образцовом литературном стиле … эти формы следует склонять».

## История
На территории Косина и его окрестностей люди так называемой абашевской культуры эпохи бронзы жили ещё во 2-м тысячелетии до н. э.; есть и неолитические стоянки. Три группы курганов, находящихся между Белым и Святым озёрами, раскопаны; обнаруженные в косинских курганах предметы находятся в музее антропологии Московского Государственного университета им. М. В. Ломоносова.
Впервые упоминание о Косине встречается в завещании князя Владимира Андреевича Серпуховского около 1401 года: «А из московских сел дал есмь княгине своей… Косино с тремя озеры».
В начале 1430-х годов (ранее февраля 1433 г.) вдова князя Елена Ольгердовна передала вотчину во владение московского Богородице-Рождественского монастыря. В Писцовых книгах 1576—1578 года Косино названо пустошью, принадлежащей В. П. Коржавину. В 1617 году село Косино с деревянной Никольской церковью было отдано В. Г. Телепневу. В 1673 году И. С. Телепневым был поставлен новый Никольский храм.
В 1814 году Косино было продано московскому купцу 1-й гильдии коммерции советнику Дмитрию Лухманову. С 1851 года владение последовательно принадлежало Управлению государственными имуществами, Императорскому техническому училищу, Мариинскому училищу. После 1886 года оно было продано московскому купцу М. Е. Горбачеву, который организовал здесь ленточную фабрику.
В 1938 году село Косино было преобразовано в рабочий посёлок.

## Известные уроженцы, жители
- Ильина-Какуева, Татьяна Борисовна (1919—1989) — советская театральная актриса, ассистент режиссёра, москвовед и химик.

## Инфраструктура

### Наука и промышленность
На озёрах уже летом 1888 года началась работа передвижной зоологической станции под руководством Н. Ю. Зографа.
В Косине с 20-х годов XX века до февраля 1941 года находилась Косинская лимнологическая (биологическая) станция Московского общества испытателей природы (МОИП), основанная в 1908 году профессором Московского университета Г. А. Кожевниковым. Выходил (на русском и немецком языках) научный журнал «Труды лимнологической станции в Косине» (нем. Arbeiten der biologischen Station zu Kossino).
Во второй половине 20 века в Косине появился сельскохозяйственный институт (ныне одна его часть называется ВНИИЭТУСХ, а другая — РАКО АПК). С этого момента достаточно большая часть жителей Косина работала в институте и обучала слушателей-приезжих.
Основными предприятиями Косина являлись Косинская трикотажная фабрика и совхоз имени Моссовета.

## Достопримечательности
Главная достопримечательность Косино — Косинские озёра. Их три: Белое, Чёрное и Святое. В 1950-х-1960-х годах Белое и Чёрное были соединены каналом длиной 30-40 метров, что привело к печальным экологическим последствиям: вода в Белом озере стала более мутной, а естественный уровень воды повысился.
На высоком восточном берегу Белого озера стоят три обнесённые каменной оградой храма: каменные Успенский и Никольский, и деревянный Тихоновский. Каменные храмы были устроены новым владельцем Дмитрием Александровичем Лухмановым в начале XIX века: храм Успения Богородицы сооружён в 1818—1823 годы — в стиле ампир; в 1823—1826 годах была возведена отдельно стоящая колокольня, в первом ярусе которой был расположен Никольский храм. В 1839 году весь комплекс церковных строений, включая деревянный Никольский храм XVII века, был обнесён красивой каменной оградой с башенками и бойницами. В 1853 году были выстроены три верхних яруса колокольни — в сдержанных формах ранней эклектики. В 1862 году к каменной Никольской церкви были пристроена трапезная, расширенная в 1901 году.
В Никольском храме находится икона Богородицы, которую на рубеже XVII—XVIII вв. привёз граф Шереметев из Модены.
Южную часть Чёрного озера представляют залитые водой торфоразработки, на которых добывали торф ещё во время Великой Отечественной войны. В 1999 году там нашли и подняли со дна отлично сохранившийся огнемётный танк на базе Т-34, провалившийся под лёд в конце декабря 1942 года. В настоящее время танк в ходовом состоянии находится в музее Уралвагонзавода.
Со Святым озером связана легенда об утонувшей церкви. Достоверность её не установлена, но каждый год летом от комплекса Косинских церквей совершается крестный ход к Святому озеру.

## Транспорт
- Станция метро Косино, открыта 3 июня 2019 года.
- Платформа Косино.

## Комментарии
1. ↑  Многие историки считают, что безымянное упоминание о «селе у озера» в завещании великого московского князя Ивана Даниловича Калиты, написанном в 1336 году также относится к Косино: ведь в Московской области немного озёр, а в Косине их сразу три.
2. ↑  Деревянный Никольский храм сгорел в 1947 году и в 1980-х годах был возобновлён.
3. ↑  Из пяти башен сохранились три, стилизованные под крепостные сооружения, характерные для монастырей XVI—XVII веков.